# Новотроицк (Солтонский район)
Новотро́ицк — село в Солтонском районе Алтайского края. Входит в состав Сузопского сельсовета.

## История
Основано в 1909 году. В 1928 году деревня Ново-Троицкая состояла из 30 хозяйств, основное население — русские. В административном отношении являлась центром Ново-Троицкого сельсовета Солтонского района Бийского округа Сибирского края.

## Население
| 1926 | 1997 | 1998 | 1999 | 2000 | 2001 |
| ---- | ---- | ---- | ---- | ---- | ---- |
| 154  | ↗204 | ↗214 | ↘204 | ↗212 | ↘192 |
| 2002 | 2003 | 2004 | 2005 | 2006 | 2007 |
| ↘177 | ↘163 | ↘160 | ↘144 | ↗156 | ↗159 |
| 2008 | 2009 | 2010 | 2011 | 2012 | 2013 |
| ↗170 | ↗171 | ↘160 | ↗161 | ↗162 | ↘156 |

### Национальный состав
Согласно результатам переписи 2002 года, в национальной структуре населения русские составляли 99 %.